# Карнаухов Микола Миколайович
Мико́ла Микола́йович Карнау́хов — старший лейтенант Збройних сил України.

## Життєпис
У 1983—1985 роках служив у ВПС СРСР. Закінчив Національний університет водного господарства та природокористування 1989 року — інженер-механік, згодом у ньому викладав, доцент кафедри автомобілів та автомобільного господарства.
1999 року захистив дисертацію, кандидат технічних наук; автор понад 50 наукових й навчально-методичних праць.
Мобілізований у серпні 2014-го, командир взводу, сапер, 57-а окрема мотопіхотна бригада. В грудні 2014-го приїздив додому у відпустку. В січні 2015-го, коли вивозили поранених «кіборгів», частина бійців з бригади потрапила в полон до російсько-терористичних сил, багато загинули.
29 січня підрозділ безпосередньо задіяний в бою за Дебальцеве. 3 лютого підрозділ вів 2 бої, підбили БТР терористів. Зник безвісти 6 лютого 2015-го після бою поблизу Чорнухиного в часі танкової атаки російських збройних формувань на взводно-опорний пункт «Віталій», його бачили пораненим. Тоді ж знили безвісти старший солдат Віталій Іскандаров та солдати Олександр Мокляк й Євген Шверненко.
Вдома залишилась родина. Впізнаний серед загиблих та похований 10 березня 2015-го на Алеї Героїв цвинтаря міста Рівне.

## Вшанування пам'яті
У жовтні 2015-го в навчальному закладі, де викладав Микола Карнаухов, відкрито меморіальну дошку його пам'яті.
В Рівному існує вулиця Миколи Карнаухова.

## Нагороди
За особисту мужність і героїзм, виявлені у захисті державного суверенітету та територіальної цілісності України, вірність військовій присязі під час російсько-української війни
- нагороджений орденом «За мужність» III ступеня (26.2.2015, посмертно).